# سیدی یعقوب (الجزایر)
سیدی یعقوب (الجزایر) (به عربی: سیدی یعقوب) یک شهرداری در الجزایر است که در استان سیدی بلعباس واقع شده‌است.